# 24-Stunden-Rennen von Spa-Francorchamps 1926

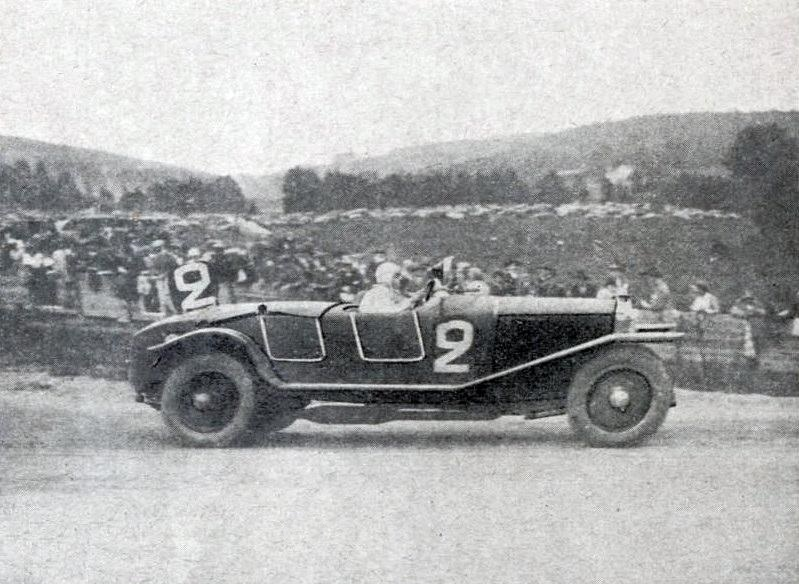
André Boillot im siegreichen Peugeot 174S

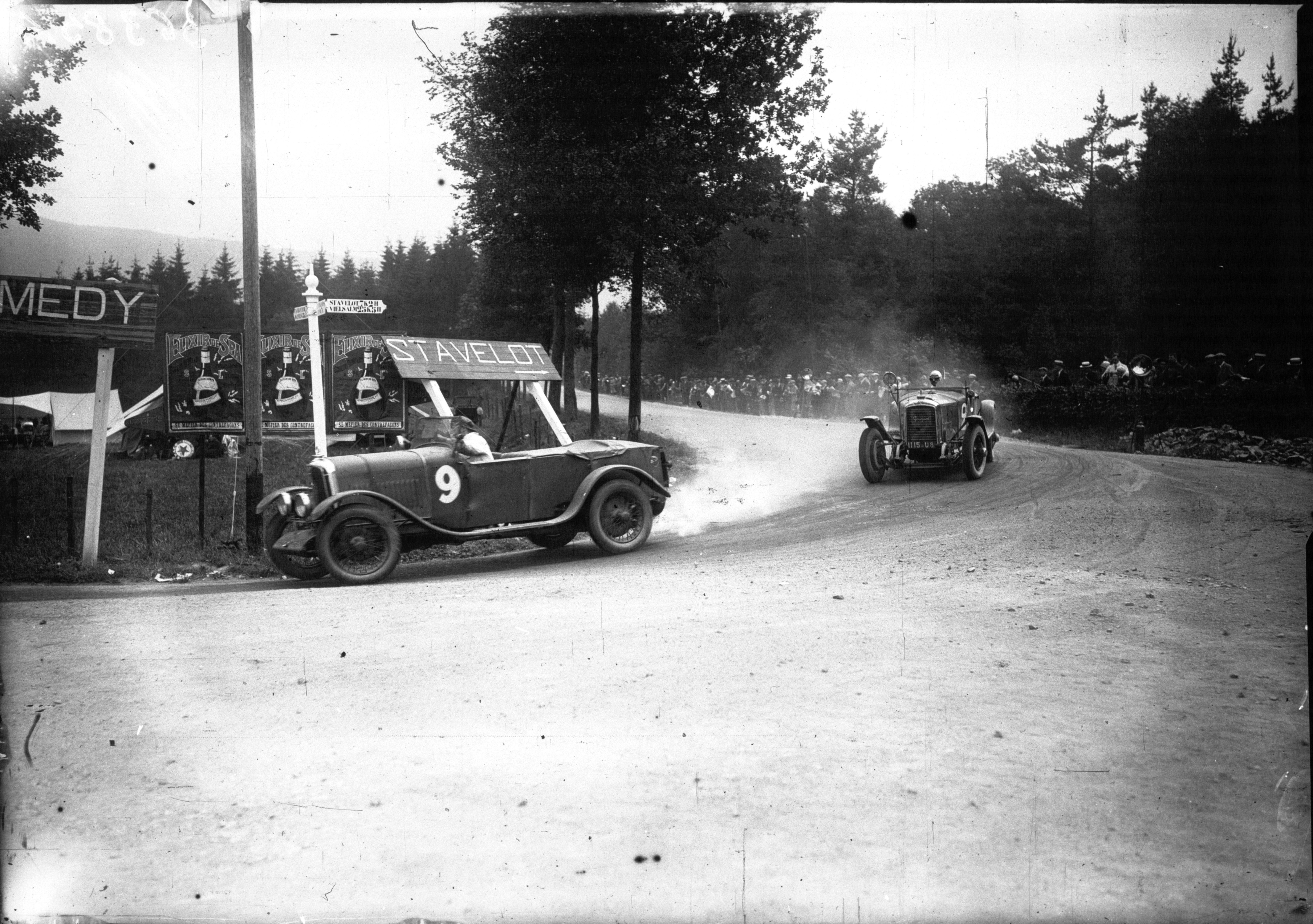
Robert Poirier im Théo Schneider 25SP vor André Boillot im Peugeot, in der Kurve von Stavelot

Das dritte 24-Stunden-Rennen von Spa-Francorchamps, auch Belgian Touring Car Grand Prix, 24 heures de Spa, fand am 3. und 4. Juli 1926 auf dem Circuit de Spa-Francorchamps statt.

## Das Rennen
Wie das 24-Stunden-Rennen von Le Mans (1926 siegten dort Robert Bloch und André Rossignol im Lorraine-Dietrich Sport) fand auch das 24-Stunden-Rennen von Spa-Francorchamps auf öffentlichen Straßen statt. Für die Piloten stellte das Fahren auf den größtenteils unbefestigten Straßen eine große Herausforderung dar. Bei hohen Temperaturen und wolkenlosem Himmel zogen die Fahrzeuge lange Staubfahnen hinter sich her, die vor allem in der Nacht für schlechte Sicht sorgten. Bei Regen wurde der lose Untergrund schnell glatt und rutschig.
Die 1926 gefahrene 14,863 km lange Rundstrecke lag in einem Dreieck zwischen den Ortschaften Francorchamps im Norden, Malmedy im Südosten und Stavelot im Südwesten. Kurz nach der Senke Eau Rouge bog die Strecke scharf links ab, um dann in einer Haarnadelkurve rechts bergauf zu führen. Diese Kurve wurde Virage de l’Ancienne Douane (Kurve an der alten Zollstation) genannt, weil dort die ehemaligen belgisch-deutschen Grenzanlagen standen.
Nach den technischen Defekten der beiden Einsatzfahrzeuge beim Rennen in Le Mans gelang der Werksmannschaft von Peugeot in Spa-Francorchamps der Gesamtsieg. André Boillot und Louis Rigal siegten im Peugeot 174S mit vier Runden Vorsprung auf den 1,5-Liter-FN 1.5 Litre Sport von Telesphore Georges und Philippe de Grady.

## Ergebnisse

### Schlussklassement
| 1               | + 3.0 | 2  | Société des Automobiles Peugeot         | André Boillot Louis Rigal                    | Peugeot 174S                    | 155 |
| 2               | 1.5   |    | Fabrique Nationale Herstal              | Telesphore Georges Philippe de Grady         | FN 1.5 Litre Sport              | 151 |
| 3               | 1.1   | 29 | Chenard & Walcker                       | André Lagache René Léonard                   | Chenard-Walcker Z1 Spéciale     | 151 |
| 4               | 3.0   | 5  | Société des Automobile Ariès            | Robert Laly Charles Flohot                   | Ariès Type S GP2 Surbaissée     | 149 |
| 5               | 1.5   |    | Fabrique Nationale Herstal              | Jacques Lamarche Mathot                      | FN 1.5 Litre Sport              | 147 |
| 6               | 1.5   |    | Fabrique Nationale Herstal              | Compte Kervijn de Lettenhove Jacques Lecomte | FN 1.5 Litre Sport              | 147 |
| 7               | 1.1   | 30 | Chenard & Walcker                       | André Pisart Raphaël Manso de Zuñiga         | Chenard-Walcker Z1 Spéciale     | 145 |
| 8               | 2.0   | 7  | Automobiles Georges Irat SA             | Émile Burie Maurice Rost                     | Georges-Irat Type 4A Sport      | 143 |
| 9               | + 3.0 | 1  | Compagnie Nationale Excelsior           | André Dills Nicolas Caerels                  | Excelsior Adex Sport            | 140 |
| 10              | 1.1   | 26 | Société des Moteurs Salmson             | Georges Casse André de Victor                | Salmson GS                      | 140 |
| 11              | 2.0   | 8  | Automobiles Georges Irat SA             | Léon Derny Amedée Rossi                      | Georges-Irat Type 4A Sport      | 136 |
| 12              | 3.0   | 6  |                                         | Delacroix van Parijs                         | Buick                           | 134 |
| 13              | 2.0   | 9  | Automobiles Theophile Schneider         | Robert Poirier Antonin Fontaine              | Théo Schneider 25SP             | 132 |
| 14              | 2.0   | 10 | Automobiles Theophile Schneider         | Pierre Tabourin Auguste Lefrancq             | Théo Schneider 25SP             | 131 |
| 15              | 1.5   |    | Fabrique Nationale Herstal              | Deschrijver Delvaux                          | FN 1.5 Litre Sport              | 126 |
| 16              | 1.5   |    | Société Française des Automobiles Corre | Jean Errecaldé André Galoisy                 | Corre-La Licorne V16 10CV Sport | 118 |
| 17              | 1.5   | 24 | Automobiles Louis Ravel SA              | Louis Abit Pierre Rey                        | Ravel 9CV                       |     |
| Disqualifiziert |       |    |                                         |                                              |                                 |     |
| 18              | 1.1   |    | Société des Moteurs Salmson             | Roger Piérard Jacques Elgy                   | Salmson GS                      |     |
| Ausgefallen     |       |    |                                         |                                              |                                 |     |
| 19              | 1.5   |    | Société Française des Automobiles Corre | Robert Lestienne Waldemar Lestienne          | Corre-La Licorne V16 10CV Sport |     |
| 20              | 750   |    | Sénéchal et Cie.                        | Frédéric Théllusson Barthélémy Bruyère       | Sénéchal                        |     |
| 21              | 2.0   |    | Établissements Ballot                   | Gheldoff Buysse                              | Ballot                          |     |
| 22              | 2.0   |    | Établissements Ballot                   | René de Buck Freddy Charlier                 | Ballot                          |     |
| 23              | 1.1   |    | Société des Moteurs Salmson             | Lionel de Marmier Jacques Ledure             | Salmson GS                      |     |
| 24              | + 3.0 | 3  | Société des Automobiles Peugeot         | Louis Wagner Maurice Serre                   | Peugeot 174S                    |     |
| 25              | + 3.0 | 4  |                                         | Visart Joseph Dubois                         | Locomobile Junior               |     |
| 26              | 1.5   | 15 | Ceirano Giovanni Fabbrica Automobili    | 1                                            | Ceirano N150S                   |     |
| 27              | 1.5   | 16 | Ceirano Giovanni Fabbrica Automobili    | 2                                            | Ceirano N150S                   |     |
| 28              | 1.1   | 28 | SA Mathis                               | Francois de Brémond 3                        | Ceirano N150S                   |     |

1 Fahrer unbekannt
2 Fahrer unbekannt
3 es ist nicht bekannt, ob Francois de Brémond das Rennen als Alleinfahrer bestritt, oder in den Ergebnislisten nur der Teamkollege fehlt

### Nur in der Meldeliste
Hier finden sich Teams, Fahrer und Fahrzeuge, die ursprünglich für das Rennen gemeldet waren, aber aus den unterschiedlichsten Gründen daran nicht teilnahmen.
| Pos. | Klasse | Nr. | Team | Fahrer | Chassis          |
| ---- | ------ | --- | ---- | ------ | ---------------- |
| 29   | 1.1    |     |      |        | Amilcar          |
| 30   | 1.5    |     |      |        | Corre-La Licorne |
| 31   | 1.1    |     |      |        | Amilcar          |

### Klassensieger
| Klasse | Fahrer                  | Fahrer            | Fahrzeug                    | Platzierung im Gesamtklassement |
| ------ | ----------------------- | ----------------- | --------------------------- | ------------------------------- |
| + 3.0  | André Boillot           | Louis Rigal       | Peugeot 174S                | Gesamtsieg                      |
| 3.0    | Robert Laly             | Charles Flohot    | Ariès Type S GP2 Surbaissée | Rang 4                          |
| 2.0    | Émile Burie             | Maurice Rost      | Georges-Irat Type 4A Sport  | Rang 8                          |
| 1.5    | Telesphore Georges      | Philippe de Grady | FN 1.5 Litre Sport          | Rang 2                          |
| 1.1    | André Lagache           | René Léonard      | Chenard-Walcker Z1 Spéciale | Rang 3                          |
| 750    | kein Teilnehmer im Ziel |                   |                             |                                 |

### Renndaten
- Gemeldet: 31
- Gestartet: 28
- Gewertet: 17
- Rennklassen: 6
- Zuschauer: unbekannt
- Wetter am Renntag: unbekannt
- Streckenlänge: 14,863 km
- Fahrzeit des Siegerteams: 24:00:00.000 Stunden
- Gesamtrunden des Siegerteams: 155
- Gesamtdistanz des Siegerteams: 2294,600 km
- Siegerschnitt: 95,618 km/h
- Pole Position: unbekannt
- Schnellste Rennrunde: André Boillot – Peugeot 174S (#2)
- Rennserie: zählte zu keiner Rennserie